# Teorias sobre a origem de Cristóvão Colombo
A origem de Cristóvão Colombo é considerada por alguns estudiosos como enigmática. O seu próprio filho, Fernando Colombo (baptizado Hernando Colón em Espanha), na sua "Historia del almirante Don Cristóbal Colón" obscureceu a pátria e origem de Colombo, afirmando que o seu genitor não queria que fossem conhecidas tais informações. Por este motivo foram surgindo múltiplas teorias sobre o lugar de nascimento de Colombo. Destas, destacam-se a hipótese portuguesa, italiana, catalã e a galega.  Apesar das hipóteses que se destacam ainda mais são a portuguesa e a italiana
A teoria ou, com mais propriedade, as teorias da naturalidade portuguesa de Cristóvão Colombo baseiam-se na existência de claros portuguesismos em seus escritos, na interpretação do anagrama da assinatura de Colombo, nos topónimos dados pelo navegador às terras que descobriu, num documento da corte de Castela em que lhe chamam "portugués" e nas palavras do próprio que escreveu à corte de Castela onde chama Portugal "mi tierra". O filólogo Ramón Menéndez Pidal confirmou estes portuguesismos, por oposição àqueles que afirmaram serem galeguismos ou catalanismos. Segundo o historiador Antonio Romeu de Armas isto se deveria não ao fato de ser nascido em Portugal, mas sim devido aos vários anos que permaneceu nesse país. Vários autores, como Manuel da Silva Rosa, argumentam que Colombo usava o português como língua materna e que 8 anos de residência em Portugal seriam insuficientes para lhe dar a língua portuguesa como língua materna. Existia, além disso, conjecturas indicando uma possível origem sefardi, de acordo com a tese do historiador Salvador de Madariaga. Para Madariaga, Colombo seria genovês, mas seus ascendentes seriam judeus catalães fugindo da perseguição do final dos século XIV. Colombo seria um judeu convertido, razão que explicaria, segundo Madariaga, seu empenho em ocultar suas origens,  mas que hoje esta teoria está desacreditada por se ter mostrado que os próprios monarcas de Castela ajudaram a ocultar as origens.

## Hipótese portuguesa
A ideia de que Cristóvão Colombo teria nascido em Portugal surgiu em 1915, pois quase todos os autores anteriores que de algum modo expressaram a sua naturalidade, incluindo os cronistas seus contemporâneos, afirmavam ser italiano ou genovês, embora Waldesemuller tenha adicionado no seu segundo mapa que Colombo era um "capitão Português". "As regras do tempo mostram-nos que um plebeu nunca se casava com uma nobre, pelo que a origem de Colombo é assaz duvidosa." 

### Patrocínio Ribeiro
Em 1915, numa conferência apresentada à Academia das Ciências de Portugal, Patrocínio Ribeiro defendeu a hipótese de ser natural de Portugal. A origem desta hipótese foi uma reacção à prelecção feita em 1914 por D. Enrique de Arribas y Turull na Sociedade de Geografia de Lisboa onde o conferencista afirmara que Colombo era galego, baseando-se para o efeito em documentos pretensamente encontrados em Pontevedra por Celso García de la Riega, documentação essa que, em 1917, Eladio Oviedo Arce demonstrou ser falsa.
Em 1927 o artigo de Patrocínio Ribeiro é reeditado postumamente, sob forma de monografia, com acrescentos e alterações, nele se concluindo que Colombo é natural de Colos no Alentejo e que o seu verdadeiro nome é Cristóvão de Colos. Este mesmo livro inclui um estudo cabalístico da assinatura de Colombo feito pelo médico Barbosa Sueiro, estudo esse que, não trazendo nada de substancial à discussão, abre o caminho para outro tipo de abordagens dentro desta linha de argumentação.
Na sua comunicação, Arribas y Trull apresentara um rol de topónimos dados por Colombo às terras que descobriu no Novo Mundo e fá-los corresponder a topónimos galegos, pretendendo com isso demonstrar que Colombo teria dado às terras que descobriu os nomes da sua própria terra, afirmando mesmo que não deu nenhum topónimo português ou italiano às suas descobertas, embora reconheça que não se pode fazer história com base em homonímias. Para demonstrar a fragilidade da argumentação de Arribas, Patrocínio Ribeiro repete o mesmo exercício, desta vez com topónimos dados às terras a que os portugueses chegaram no Atlântico anteriores às viagens de Colombo e depois faz o mesmo exercício com terras do Alentejo, concluindo que os nomes atribuídos pelo Almirante são alentejanos, e que — pela lógica toponímica — essa seria a terra do navegador.
Leu mal Rui de Pina e João de Barros quando diz que estes não fazem qualquer menção à naturalidade de Colombo, escrevendo que «Em Portugal, que me conste, não há em cronistas nem em documentos inéditos referência alguma aos Colombos, italianos, ou aos Colons, espanhóis. … Rui de Pina e João de Barros só se referem a Cristóvam Colombo pelo feito que o celebrizou, mas duma forma muito breve e vaga».
Continua depois com uma afirmação algo confusa — como já antes o notou Luís de Albuquerque — escrevendo «Pela primeira vez, eu vou procurar explicar, pelo lado mais racional, essa saída misteriosa de Colombo do nosso país baseando-me, exclusivamente, na teoria das hipóteses onde, de resto, se tem baseado, também, toda a enorme bibliografia colombina, como é notório.»
Embrenha-se na cronologia colombina, tomando-a como certa e faz cálculos para determinar o ano de 1483 como o da saída do navegador de Portugal e especula sobre as intenções do futuro almirante, declarando que este se disfarça de genovês, vendedor de livros e mapas, para aceder à casa de Medinaceli. Adiante refere a conspiração de 1484 contra D. João II e associa Colombo à mesma razão porque terá mudado o nome para o genovês Colomo.
É este envolvimento na conspiração contra D. João II que explica a carta do mesmo monarca ao navegador datada de Avis, 20 de Março de 1488 e na qual este autor — que a transcreve com erro de leitura logo no apelido do navegador — vê um salvo-conduto «concedido a quem tinha culpas muito graves no cartório régio» dizendo também que «pode ver-se que o monarca não se dirigia a um genovês e sim a um vassalo seu que residia no estrangeiro».

### Moses B. Amzalak
Nesse mesmo ano também é publicado um pequeno estudo de Moses B. Amzalak sobre a assinatura do navegador, no qual, em vez de nela procurar significados a partir do latim ou do grego como os anteriores, busca no hebraico forma de a decifrar e assim saber quem realmente era Cristóvão Colombo.

### Pestana Júnior
No ano seguinte aparece um novo livro defendendo a ideia dum Colombo português: Pestana Júnior recusa a explicação de Ribeiro argumentando e pretendendo demonstrar por uma complexa interpretação da assinatura de Colombo que o Almirante, sendo português, é, na realidade, Simão Palha.

### G. L. dos Santos Ferreira e António Ferreira de Serpa
Muitos outros autores foram contribuindo com diferentes e, frequentemente, contraditórias ideias em defesa da naturalidade portuguesa do descobridor do Novo Mundo. Guilherme Luiz dos Santos Ferreira e António Ferreira de Serpa apresentam Cristóvão Colombo como Salvador Gonçalves Zarco, filho ilegítimo do Duque de Viseu e de uma filha de João Gonçalves Zarco.

### Mascarenhas Barreto
Mais recentemente há autores dizendo-o de Cuba, no Alentejo, e que o seu nome é Salvador Fernandes Zarco, como é sustentado por Mascarenhas Barreto. Esta última ideia foi popularizada entre o grande público pelo romancista José Rodrigues dos Santos.

### Manuel da Silva Rosa e Eric Steele
Manuel da Silva Rosa defende a teoria que Cristóvão Colombo era o nome falso de Segismundo Henriques, filho de Henrique Alemão e de sua esposa Senhorinha Annes, uma teoria que parece resolver o enigma de forma coerente. O autor teoriza ter sido Senhorinha Annes de Sá Colonna, tetraneta de Cecilia Colonna, uma filha ilegitima do senador Giacomo Sciarra Colonna. Segismundo teria ido buscar o nome Colon à sua linhagem antiga romana dos Colonna porque os Reis da Polónia eram tidos como descentes do mesmo General Romano, tronco da família Colonna. O Papa Martinho V (Otto Colonna)  escreveu em 1424 ao rei Ladislau II da Polónia (pai de Ladislau III e avô de Segismundo Henriques) que ambos descendiam do mesmo tronco romano  "Columna". Segundo algumas teorias da época, e uma carta encontrada no Século XX nos arquivos dos Cavaleiros Teutónicos, o rei Ladislau III da Polônia não morreu em Varna mas viveu exilado em Madalena do Mar, na Ilha da Madeira. O autor dá a razão de todo aquele mistério construído em volta da identidade de Colombo como feito com o intento de proteger a identidade de seu pai, o rei Ladislau III. No seu primeiro livro, o mesmo autor, dissecara a teoria de Mascarenhas Barreto e outros, defendendo que Cristóvão Colombo era na realidade Salvador Fernandes Zarco, explicando algumas dúvidas nessa teoria, e já apresentava nesse mesmo livro a possibilidade que Colombo fosse Segismundo Henriques. Posteriormente revistou uma terceira teoria com a possibilidade que o Almirante seria D. Diogo, Duque de Viseu, o mesmo que caiu vítima do punhal do rei D. João II no ano de 1484 embora o seu pendor continuasse focado no Segismundo Henriques como a pessoa que assumiu o nome de Cristóbal Colón em Castela.
Manuel da Silva Rosa foi ainda mais além do que Patrocínio Ribeiro mostrando uma lista de uns 80 nomes tão portugueses como Caxinas, Cabo de Lapa, Natividade, Vale do Paraíso, Cabo Talhado e Cabo Agulhas (estes dois últimos usados por Bartolomeu Dias na descoberta do Cabo da Boa Esperança). Outro facto utilizado por Manuel Rosa são estas palavras de Colombo Lembrem-se Vossas Altezas que eu deixei mulher e filhos e vim da minha terra para os servir escritas desde Lisboa a 4 de Março de 1493, quando regressava da viagem de descoberta. Como Colombo nunca saiu de Itália mas sim de Portugal para servir em Espanha, e como só estava casado em Portugal com a Filipa Moniz essa minha terra refere-se a Portugal.

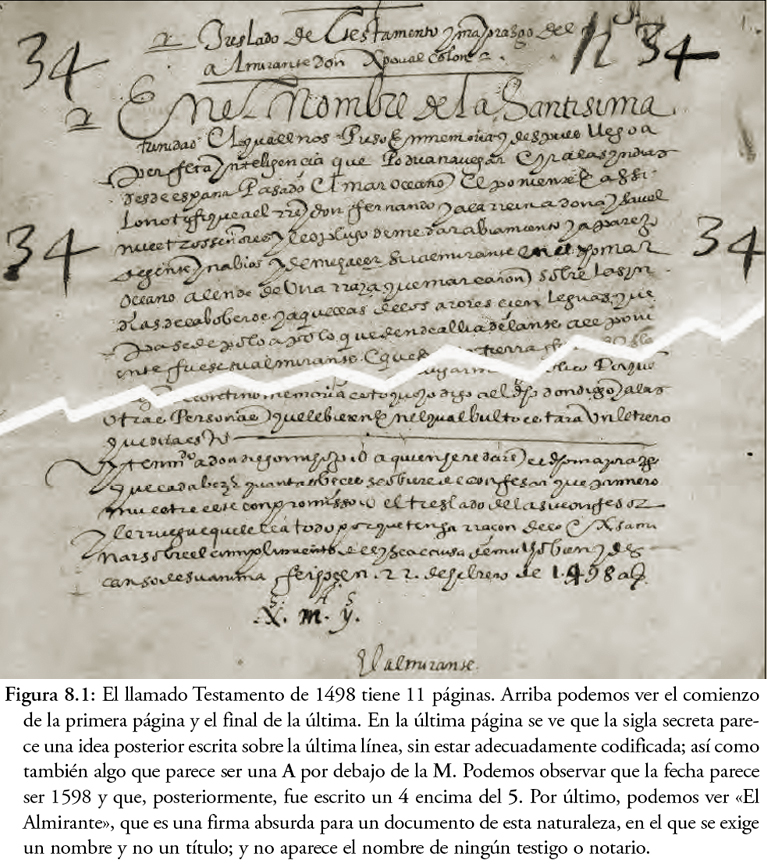
Mayorazgo de 1498 (Document Patronato, 295, N. 101) do Archivo General de Indias Sevilha.

No documento denominado "Fundación de Mayorazgo", onde Colombo supostamente declara a sua naturalidade Genovesa, alguns autores e investigadores levantaram a hipótese de ter sido motivado pelos pleitos que mantiveram seus descendentes com a coroa, e, consequentemente, o declaram como falso ou apócrifo, embora outros investigadores do início do século XX encontraram no Arquivo Geral de Simancas documentos que, segundo eles, mostravam a autenticidade deste documento. Manuel Rosa apresentou evidências que, segundo ele, provariam que a  "Fundación de Mayorazgo", com data inicial de 1598, sendo depois um 4 escrito por cima do 5 (ver imagem), fora inventada por Baltasar Colombo, litigante no Pleito do Ducado de Verágua, e que o registo no  Arquivo Geral de Simancas referir-se-ia à autorização de 1497 para instituir morgado e não a nenhum documento de 1498. Manuel Rosa apresenta evidências que o Documento Assereto fora manipulado pelos Genoveses na sua publicação de 1904 e ainda evidências que provariam que o Memorial de Pagos sobre os Genoveses "Paolo di Negro e Lodovico Centurione" não fazia parte do testamentos de Colombo de 1506 e que fora escrito por outro notário, Pedro Azcoitia, anos após a morte de Colombo e que a autenticidade desse documento fora também contestada durante o Pleito do Ducado de Verágua por haver no documento "de Azcoitia uma falsidade manifesta.".

### Fernando Branco
A investigação realizada permitiu identificar o corsário Pedro Ataíde, nobre português, com uma vida semelhante à de Cristóvão Colombo. Tal como o Almirante, aprendeu as primeiras letras em Pavia (Viseu, região do Pavia), participou como capitão corsário na guerra de Aragão, navegou nas explorações portuguesas da Guiné, foi próximo de D. João II (pertencendo à sua Casa), navegou com o corsário francês Coulon e esteve na batalha de S. Vicente. O que se conhece da vida do Corsário justifica também, tal como com Colombo, a sua fuga para Castela em 1485, a sua declaração à chegada de “dexé muger y hijos y vine de mi tierra”, as suas ligações com a nobreza portuguesa em Sevilha e o texto da carta de D. João II, dando-lhe um salvo-conduto de regresso a Portugal, reconhecendo a sua vida de navegador. Justificaria ainda, na primeira viagem, o seu reconhecimento por João da Castanheira na ilha de Santa Maria e a visita à Rainha na vila da Castanheira, a ida a Arzila na 4ª viagem e até a tradição oral existente entre os seus actuais descendentes. Aguarda-se a possibilidade de realizar uma comprovação por uma análise de ADN (youtube BBC Reel Christopher Columbus).

## Hipótese catalã
Luis Ulloa, historiador peruano que residiu em Barcelona vários anos, afirmava que Colombo era de origem catalã e de tradição marítima, baseando-se, entre outros motivos, em que seus escritos, todos em língua castelhana, existem expressões linguísticas próprios do catalão. Para Ulloa, Cristóvão Colombo foi um nobre catalão que se chamaria na verdade Joan Colom, um navegador inimigo de João II de Aragão, contra o qual lutou a serviço de Renato de Anjou, aspirante ao trono e que, além disso, seria também o suposto John Scolvus que havia chegado ao norte da América no ano de 1476, e que posteriormente ofereceria o projecto de descobrimento a Fernando o Católico para benefício da Catalunha. Esta teoria tem sido seguida, ampliada ou modificada por diversos autores, em sua maioria por historiadores catalães, ainda que existam também, investigadores de outros países como o estadunidense Charles Merrill que tem apoiado esta tese.
Da hipótese catalã surgiram diferentes correntes como a tese baleares, uma delas, a maiorquina, identifica Colombo como filho natural do príncipe de Viana nascido em Felanitx, Maiorca. Todavia, o investigador, jornalista e piloto mercante, Nito Verdera, rejeitou essa tese. Verdera, mesmo assim, sustentou a teoria que Colombo era criptojudeu e nasceu em Ibiza.

## Hipótese galega
Outra hipótese sugere que Colombo seria de origem galega; Celso García de la Riega sustentava esta teoria baseando-se em documentos da época colombina, entretanto, posterioremente foram descobertos pelos estudos realizados tanto pelo paleógrafo Eladio Oviedo Arce, como pela  Real Academia de História que os documentos citados eram falsos ou haviam sido manipulados em datas posteriores à sua criação.

## Outras hipóteses espanholas
Também surgiram outras teorias, embora menos defendidas, sobre outras possíveis origens espanholas de Colombo. Além das hipóteses citadas que propõem uma origem catalã, galega ou balear, outras teorias que lhe atribuem origem andaluz, de Sevilha, castelhana de Guadalajara, extremenho de Plasencia ou basca. Outros países também competem ser o berço do almirante, sendo possível origem grega; inglês; corso; norueguês ou croata.

## Língua materna
Sobre a língua materna de Colombo também existe controvérsia, já que, segundo os investigadores, é um importante ponto de apoio para uma ou outra teria sobre sua cidade natal. Para tratar de fixar suas origens, têm-se dado motivos para todos os sentidos. A maior parte de seus escritos estão em castelhano, mas com evidentes expressões linguísticas procedentes de outras línguas da Península Ibérica que, segundo Menéndez Pidal, muitos coincidem com portuguesismos. Há vários investigadores e linguistas, tanto da Galiza como da Catalunha ou das Baleares, que apoiam a hipótese de que são galeguismos ou catalanismos.
Não parecem existir escritos em italiana realizados por Colombo, salvo alguma nota marginal, ao que parece com uma redação deficiente. Em latim tampouco parecia dominá-lo e o escrevia com influência hispânica e não italiana.
Historiadores como Consuelo Varela e Arranz Márquez opinam que se trata de un típico homem do mar que se expressa em diversas línguas sem chegar a dominar bem nenhuma, ou que talvez falasse a língua franca ou jerga levantisca.